# Irfan Hamzagić
Irfan Hamzagić (* 14. Februar 1992 in Novi Pazar, Jugoslawien) ist ein serbischer Volleyballspieler.

## Karriere
Hamzagić begann seine Karriere bei OK Novi Pazar. In der Saison 2008/09 spielte er in Montenegro bei OK Budvanska Rivijera. Danach wechselte der Diagonalangreifer innerhalb der Liga zu OK Budućnost Podgorica. Mit dem Verein erreichte er dreimal in Folge das Pokalfinale und wurde dreimal Vizemeister. Außerdem spielte er mit Podgorica im Europapokal. Von 2013 bis 2015 war er wieder bei Novi Pazar aktiv. In der Saison 2015/16 spielte er beim türkischen Verein Gümüşhane Torul Gençlik, der gerade aus der ersten Liga abgestiegen war. Mit Novi Pazar wurde er 2017 und 2018 serbischer Pokalsieger. Außerdem wurde er zweimal MVP der serbischen Liga. 2018 nahm er mit der serbischen Nationalmannschaft an der Nations League teil. In der Saison 2018/19 spielte er beim französischen Erstligisten AS Cannes Volley-Ball. 2019 wechselte er zum deutschen Bundesliga-Aufsteiger Heitec Volleys Eltmann.